# Rusko čezmejno obstreljevanje Ukrajine (2014)
Rusko čezmejno topniško obstreljevanje Ukrajine se je zgodilo med julijem in septembrom 2014 med vojno v Donbasu, da bi zaščitili samorazglašeni proruski republiki Doneck in Lugansk. Ruske oborožene sile so iz ozemlja Rusije izvedle vrsto topniških napadov na ukrajinsko vojsko v Donbasu, da bi preprečile odrezanje samorazglašenih republik od Rusije.

## Ozadje
Konec junija 2014 so ukrajinske sile sprožile operacijo za vzpostavitev nadzora na ukrajinsko-ruski meji. Potencialni uspeh te operacije je ogrozil obstoj samorazglašenih republik, ki sta bili odvisni od Rusije in sta bili z njene strani tudi vojaško podprti z neposrednim delovanjem ruske vojske na ozemlju Ukrajine.

## Dogodki
11. julija 2014 je ruska vojska napadla ukrajinsko taborišče v vasi Zelenopilja blizu ukrajinsko-ruske z ruskim večlanserskim sistemom 9K51M "Tornado-G", ki je nadgradnja sistema BM-21 "Grad". V nepričakovanem obstreljevanju iz Rusije je bilo ubitih 37 in ranjenih več kot 100 vojakov. Po ruskem poročanju na dan napada naj bi šlo za delo milice LLR z sistemom BM-21 "Grad", ki naj bi ga zajeli le dan pred tem.
13. julija 2014 so iz ozemlja Ukrajine na dvorišče zasebne hiše na ruski strani meje priletele granate minometa. V obstreljevanju je bil ubit en civilist, dva pa sta bila ranjena. Rusija je dejala, da bo razmislila o »kirurško natančnih napadih« na ukrajinske položaje blizu meje, vendar ne bo izvedla invazije na Ukrajino.
V naslednjih dneh je Rusija večkrat obstreljevala ozemlje Ukrajine. Pojavili so se video posnetki na katerih je bilo vidno izstreljevanje raket iz samohodnega večcevnega raketometa BM-21. Posnetki so bili geolocirani na rusko stran meje. Skupina preiskovalnih novinarjev Bellingcat je s pomočjo satelitskih posnetkov na treh lokacijah naštela najmanj 1.353 kraterjev, ki so nastali kot posledica obstreljevanja iz Rusije. Iz vidnih poškodb terena, sledi vozil in ožganin na satelitskih posnetkih so bila tudi jasno določena območja s katerih lokacij v Rusiji je potekalo obstreljevanje.
Med 9. julijem in 5. septembrom 2014 je Ukrajina poročala o več kot 120 ločenih obstreljevanjih iz Rusije. Zaradi stalnega pritiska obstreljevanj je Ukrajina izgubila nadzor nad več 100 km meje.
V tednu pred prikrito rusko invazijo avgusta 2014 se je obstreljevanje stopnjevalo. NATO je poročal, da so do 22. avgusta ruski vojaki in topništvo že prečkali mejo in vstopili v Ukrajino.

## Preiskava in odzivi
24. julija 2014 je ameriška vlada izjavila, da ima dokaze, da je ruska vojska streljala na ukrajinsko ozemlje s svoje strani meje. Tiskovni predstavnik ameriškega ministrstva za obrambo je izjavil, da »ni dvoma« o vpletenosti Rusije v napade na ukrajinske oborožene sile. 27. julija so ameriški uradniki potrdili, da je Rusija obstreljevala ukrajinsko ozemlje. Ameriško ministrstvo za zunanje zadeve je 28. julija objavilo satelitske fotografije, ki kažejo, da težko topništvo obstreljuje ukrajinske položaje z ruskega ozemlja.
Belgijska nevladna organizacija International Partnership for Human Rights je leta 2016 objavila poročilo o ruskem obstreljevanju. Med lokalnim prebivalstvom in mejnimi enotami so zbrali 45 prič, ki bi bile pripravljene pričati na mednarodnem sodišču.
17. julija 2014 je ruski državljan Dmitri Tljustangelov na družbenem omrežju VKontakte delil YouTube videoposnetek obstreljevanja Ukrajine s sistemom BM-21 v bližini vasi Gukovo v Rusiji. Kasneje je izbrisal svojo celotno stran na družbenem omrežju. 23. julija je vojak ruske 291. topniške brigade na VKontakte objavil slike topov in ostankov streliva, ki ga je pospremil z zapisom »danes smo jih razbili v Ukrajini«. Zapis je bil kmalu preurejen, kasneje pa je izginila celotna stran vojaka.
Ruske oblasti so vse obtožbe zanikale. Avgusta 2017 je ruski zunanji minister Sergej Lavrov v govoru izjavil »z novim bombardiranjem, novim obstreljevanjem mi ne bomo rešili tega problema (vojne v Donbasu)«, kar so nekateri interpretirali kot posredno priznanje, da obstaja »staro« obstreljevanje.